# Vicente González (político)
Vicente González Jr. (Corpus Christi, 4 de septiembre de 1967) es un abogado y político estadounidense. Se desempeña como miembro demócrata de la Cámara de Representantes de los Estados Unidos por el 34.º distrito congresional de Texas desde 2023. Anteriormente se desempeñó como el representante del 15.º distrito congresional de Texas de 2017 a 2023.

## Primeros años
González nació en Corpus Christi, Texas, en 1967. Creció en una familia de clase trabajadora, a menudo trabajando en trabajos ocasionales que mostraban habilidades empresariales. Asistió a la Escuela Católica Romana de Corpus Christi durante parte de su infancia. En el undécimo grado, abandonó la escuela. Regresó a la escuela a través de un GED y se matriculó en Del Mar Junior College, donde recibió un título de asociado en banca y finanzas. En 1992, González obtuvo su Licenciatura en Ciencias en administración de empresas de aviación de la Universidad Aeronáutica Embry-Riddle en la Estación Aeronaval de Corpus Christi. En 1996, se graduó de la Facultad de Derecho de la Universidad Texas Wesleyan (ahora la Facultad de Derecho de la Universidad Texas A&amp;M) con un Juris doctor.
Fundó su firma de abogados, V. Gonzalez & Associates, en 1997. Recuperó decenas de millones de dólares para los demandantes en todo el país y fue nominado para el "Foro de defensores multimillonarios". Es miembro de los colegios de abogados de Texas y Nueva York.

## Cámara de Representantes

### Elecciones
Como recién llegado a la política, González declaró su candidatura en 2016 para representar al 15.º distrito congresional de Texas en la Cámara de Representantes de los Estados Unidos después de que Rubén Hinojosa, el representante titular, anunciara que no se postularía para la reelección. Ganó la nominación del Partido Demócrata, derrotando a Sonny Palacios en la segunda vuelta electoral. Derrotó al republicano Tim Westley en las elecciones generales de noviembre con el 57,3% de los votos frente al 37,7% de Westley.
González derrotó a Westley nuevamente con el 59,7% de los votos frente al 38,7% de Westley. En 2020, el asiento de González se volvió inesperadamente competitivo. Derrotó a la republicana Mónica De La Cruz por un margen más estrecho que en sus dos victorias anteriores, con el 50,5% de los votos frente al 47,6% de Cruz-Hernández.
Después de la redistribución de distritos de Texas basada en el censo de 2020, González anunció en noviembre de 2021 que se postularía para la reelección en el 34.º distrito congresional de Texas. El 15.º distrito se volvió más republicano, pero el vecino 34.º distrito se volvió significativamente más demócrata. La legislatura del estado de Texas colocó la residencia de González en el 34.º distrito. El titular del 34.º distrito, Filemón Vela Jr., había anunciado a principios de 2021 que no buscaría la reelección y respaldaría a González independientemente de dónde se postule. González ganó las primarias demócratas del distrito de marzo de 2022. Los republicanos nominaron Mayra Flores. Después de que Vela renunció el 31 de marzo de 2022, González se negó a postularse y, en cambio, respaldó al demócrata Dan Sánchez en la elección especial consecuente del 14 de junio de 2022, celebrada en los límites más antiguos y competitivos del 34.º distrito. Flores, sin embargo, optó por presentarse a la elección especial y ganó con el 50,9% de los votos frente al 43,4% de Sánchez. Como resultado, González y Flores compitieron entre sí en las elecciones generales del 8 de noviembre, en las que González derrotó a Flores para convertirse en el próximo representante del 34.º distrito. En la misma elección, la oponente de González en 2020, Mónica De La Cruz, se postuló y ganó en el rediseñado 15.º distrito, convirtiéndola en la sucesora de González para ese distrito.

### Desempeño
González fue juramentado el 3 de enero de 2017. Es solo la séptima persona en representar a este distrito desde su creación en 1903.
En enero de 2019, González y otros miembros del Caucus bipartidista de solucionadores de problemas de la Cámara de Representantes se reunieron con el presidente Donald Trump en un intento fallido de poner fin al cierre más largo del gobierno federal en la historia de Estados Unidos.
González recibió la Orden del Quetzal en enero de 2020.
En agosto de 2021 se unió a un grupo de demócratas conservadores, apodado "Los Nueve Inquebrantables", que amenazaron con descarrilar el paquete de reconciliación presupuestaria de $3.5 billones de la administración Biden destinado a abordar la infraestructura de la nación.
El 29 de julio de 2022, González y otros cuatro demócratas se unieron a los republicanos para votar en contra de un proyecto de ley que prohíbe las armas de asalto. Hasta junio de 2022, González había votado de acuerdo con la posición declarada de Joe Biden el 97,3 % de las veces.

## Vida personal
La esposa de González, Lorena, es una ex maestra y administradora escolar de McAllen, Texas. Su padre era un marino mercante que sirvió en la Guerra de Corea. González vive en McAllen.
González es católico romano.